# Вебстер Тарпли
Вебстер Грифин Тарпли (енгл. Webster Griffin Tarpley) је публициста, историчар, новинар, предавач и критичар спољне и унутрашње политике САД. Тарпли тврди да је напад 11. септембра 2001. године био намештен од стране мреже војне индустрије и обавештајних аганција. Његови чланци и говори описују модел терористичних организација мреже војних и обавештајних агенција које раде за приватни сектор и медије и стварају операције под лажном заставом у историјски важним тренуцима.
Такође тврди да је глобално загревање у ствари превара.
Сматра да је проглашење независности Косова и признавање од стране владе САД, као и напад на амбасаду у Београду, у ствари циљана операције са циљем изазивања кризе антируске политике САД.

## Бибилографија
- (Ко је убио Алда Мора?), студија
- Џорџ Буш: Неовлашћена биографија Поново штампано 2004. 1992.  978-0-930852-92-4.
- Против Олигархија (1996)
- Преживети катаклизму: Упутство кроз најгору финансијску кризу у људској историји (1999); ажурирано,The Obama Deception: The Mask Comes Off, 2009.
- Tarpley, Webster Griffin (2006). 9/11 Synthetic Terror: Made in USA. Progressive Press. ISBN 978-0-930852-37-5.
- Обама - Постмодерни удар: стварање председничког кандидата (април 2008).  978-0-930852-88-7.
- Барак Х. Обама: Неовлашћена биографија (август 2008).  978-0-930852-81-8.